# Norsk Kvinnesaksforening
Norsk Kvinnesaksforening (NKF) är en norsk politisk organisation och Norges äldsta och ledande feministiska organisation. NKF blev etablerad 1884, står för en inkluderande, intersektionell och progressiv liberal feminism och arbetar "för att främja flickors och kvinnors mänskliga rättigheter och jämställdhet genom konstruktiva politiska och rättsliga reformer inom ramen av den liberala demokratin." NKF förstår jämställdhet i ett intersektionellt perspektiv och stödjer även arbetet mot diskriminering på grund av bland annat sexuell läggning, könsidentitet och könsuttryck. NKF är partipolitiskt obunden med medlemmar från den moderata vänstern till den moderata högern, och har alltid varit öppen för öppen för alla oavsett kön.
NKF:s arbetsform är konstruktiv dialog med myndigheterna om politik- och lagformulering, informationsarbete och arbete genom FN och andra internationella forum, och medlemmarna består i synnerhet av många jurister, andra akademiker och politiker. NKF är traditionellt den viktigaste organisationen inom den borgerliga kvinnorörelsen och hade traditionellt nära band till det socialliberala partiet Venstre, som länge var Norges dominerande parti. Dess ordförande är professor Anne Hege Grung. Bland de tidigare ledarna är administrationsminister Eva Kolstad, stortingsledamot och ordförande för Unicef Torild Skard och justitierådet Karin M. Bruzelius. NKF är den norska systerföreningen av Fredrika Bremer-förbundet i Sverige.
NKF delar ut Gina Krog-priset till sådana personer eller organisationer som har bidragit till kvinnornas sak på ett betydande sätt.

## Historia

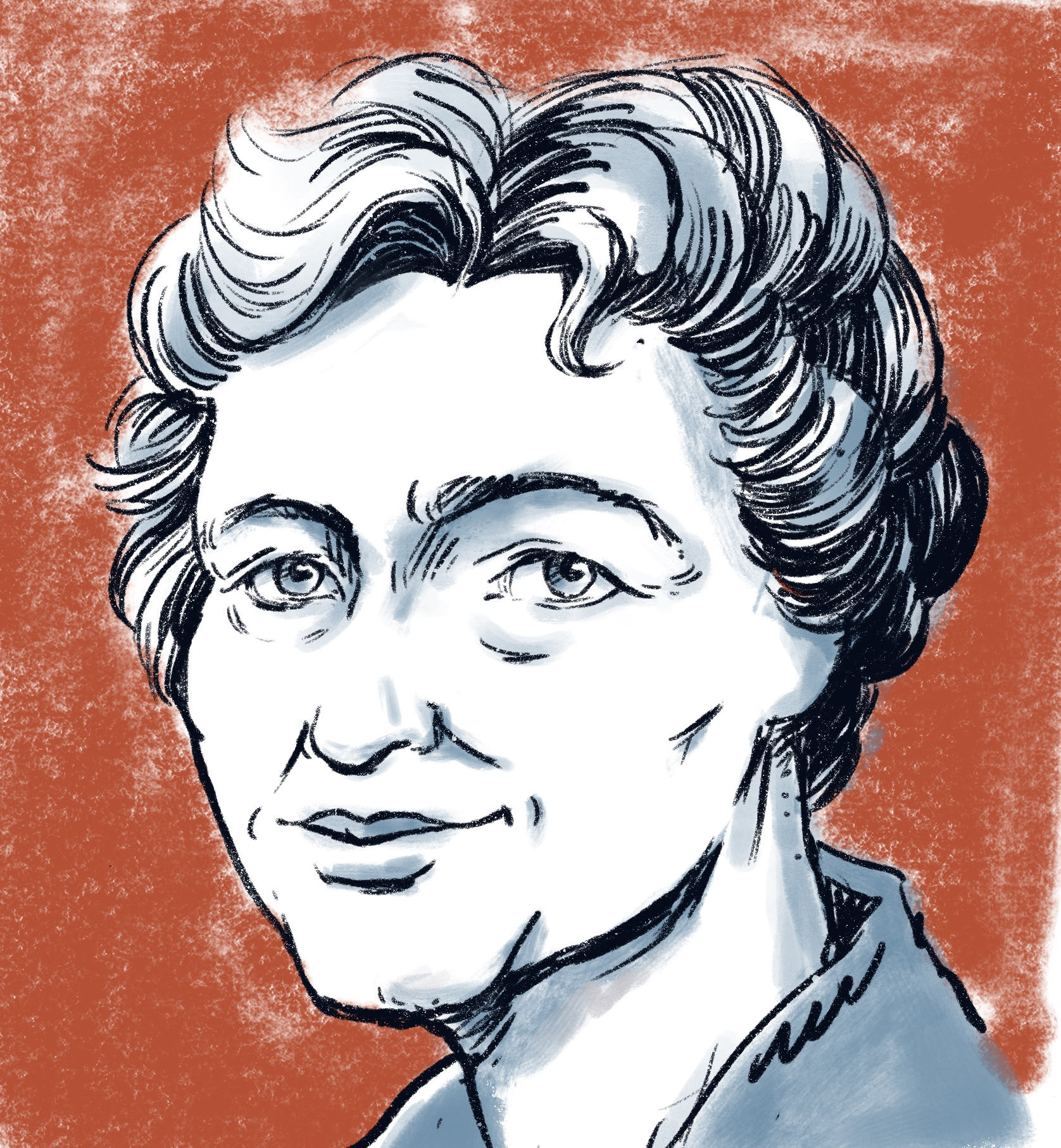
Eva Kolstad, NKF:s ordförande 1956–1968, var vice ordförande för FN:s Kvinnokommission, jämställdhetsminister, partiledare för Venstre och Norges (och världens) första jämställdhetsombud

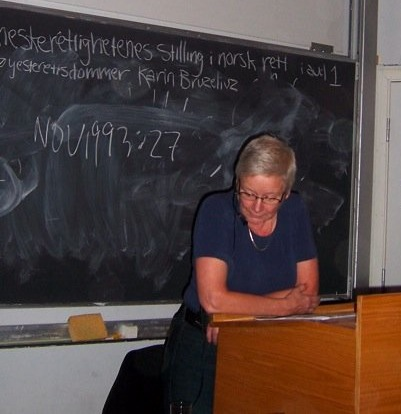
NKF:s ordförande, justitierådet Karin Maria Bruzelius, föreläser om de mänskliga rättigheternas ställning i norsk lag

Norsk Kvinnesaksforening (tidigare stavning Norsk Kvindesagsforening) blev etablerad 28 juni 1884 för att virke for at skaffe Kvinden den hende tilkommende Ret og Plads i Samfundet. Dess grundare bestod av 171 progressiva män och kvinnor, bland dem ett stort antal Stortingsledamöter, ett halvt dussin statsministrar och andra kända personer från det politiska och offentliga livet. Trots att den är en kvinnoorganisation, var dess första ordförande en manlig jurist och journalist Hagbard Berner. Från början hade NKF nära band till den politiska eliten i Norges dominerande politiska parti, socialliberale Venstre, som fick 63,4% av rösterna i valet 1885. Tre av föreningens första ordföranden var själva gifta med norska statsministrar. Camilla Collett blev 1884 utsedd till hedersledamot.
NKF har arbetat för kvinnlig rösträtt, kvinnors politiska deltagande, rätten till arbete, jämställdhetslagen och inrättandet av Likestillingsrådet (Jämställdhetsrådet) och Likestillingsombudet (Jämställdhetsombudet). NKF arbetar numera i synnerhet för genomförandet av FN:s kvinnokonvention, mot våld mot kvinnor och för att integrera kvinnoperspektivet i internationella organisationer, utrikespolitik och internationell utveckling. NKF är medlem i Norges kvinnelobby, Forum for Kvinner og Utviklingsspørsmål och i International Alliance of Women, som har allmän konsultativ status i FN:s ekonomiska och sociala råd och där är också Fredrika Bremer-förbundet är medlem. NKF tog 1896 även initiativet till den humanitära organisationen Norske Kvinners Sanitetsforening, som på 1900-talet fick mer än 250 000 medlemmar.
Från Eva Kolstads tid som ordförande på 1950- och 1960-talet var NKF starkt involverat i internationellt samarbete genom FN, och NKF-medlemmar har haft ett antal befattningar i FN-systemet, bland annat som medlemmar i FN:s kvinnokommission, CEDAW-kommittén och styrelserna för FN:s utvecklingsfond för kvinnor och Unicef. Från 1970-talet hade NKF ett stort inflytande över den statliga institutionaliseringen av jämställdhetsområdet genom att "staten tog över föreningens jämställdhetsideologi", genom att NKF fick stöd för inrättandet av Jämställdhetsrådet och Jämställdhetsombudet, och genom att NKF-medlemmarna själva hade centrala roller i att bygga den statliga jämställdhetsapparaten; NKF-ledarna Eva Kolstad och Sigrun Hoel blev båda jämställdhetsombud. Båda de två första kvinnliga departementscheferna i Norge, Karin Maria Bruzelius (sedermera justitieråd) och Anne Kari Lande Hasle, var ordförande eller vice ordförande i NKF. Styrelseledamoten, juristen Rakel Surlien, som var miljöminister i Willoch-regeringen och senare departementschef i Justitiedepartementet, var också Norges första medlem i CEDAW-kommittén under hennes tid som styrelseledamot i NKF.
Bland föreningens medlemmar är Norges första kvinnliga stortingsledamot Anna Rogstad (styrelseledamot), Norges första kvinnliga justitieråd Lilly Bølviken (vice ordförande) och Norges första kvinnliga statsminister Gro Harlem Brundtland (hedersledamot).

## Politik
I linje med rötterna i den första vågens feminism, 1800-talets liberala feminism, har NKF alltid fokuserat på politisk och rättslig reform för att främja jämställdhet inom ramen av den liberala demokratin. NKF är partipolitiskt obunden, strävar efter att tala för majoriteten av kvinnor och har alltid sökt ett brett politiskt stöd för sina åsikter. NKF har mestadels medlemmar med partipolitisk tillhörighet från den moderata vänstern (t.ex. Arbeiderpartiet, Miljøpartiet De Grønne, Sosialistisk Venstreparti och Senterpartiet) till den moderata högern (t.ex. socialliberala Venstre och liberalkonservativa Høyre), och även många medlemmar utan partipolitisk tillhörighet, till exempel många experter som domare och akademiker. Medlemskap i NKF har alltid varit öppet för alla oavsett kön.
NKF fokuserar på konstruktiv dialog med myndigheterna om politik- och lagformulering, informationsarbete och arbete genom internationella forum för kvinnors mänskliga rättigheter, och NKF fungerar särskilt som en länk mellan myndigheter och juridisk och annan expertis inom jämställdhet och kvinnors rättigheter. Genom sitt fokus på lagformulering har föreningen alltid engagerat många jurister. NKF beskriver sig själv som "Norges äldsta och ledande organisation som kämpar för flickors och kvinnors mänskliga rättigheter och för jämställdhet" och som "i stor utsträckning [har] kämpat fram jämställdheten i Norge och den statliga apparaten och de lagarna som är knuten till den."

### HBTQ+
NKF förstår jämställdhet i ett intersektionellt perspektiv och stödjer även arbetet mot diskriminering på grund av bland annat sexuell läggning, könsidentitet och könsuttryck. Föreningen har uttalat att "kvinnors rättigheter och HBTIQ+-rättigheter går hand i hand" och att "sedan 1884 har [NKF] uppfattat kvinnosak som detsamma som kampen för ett jämställt samhälle. [NKF] har alltid varit öppen för alla oavsett kön. [NKF] kämpar för jämställdhet och för alla som identifierar sig som flickor och kvinnor." 
Professor i juridik, expert på Kvinnokonventionen och NKF-medlem Anne Hellum har uttalat att "[CEDAW-]-kommitténs förståelse av kvinnors kön som en komplex och flerdimensionell kategori innebär att både lesbiska och transpersoner omfattas av konventionsskyddet." NKF-ordföranden Margunn Bjørnholt har uttalat att "kvinnosaksrörelsen kämpar för alla tjejer och kvinnor. Transkvinnor är kvinnor och transtjejer är tjejer. Kvinnosaksrörelsen är emot transfobi, homofobi och rasism i alla former." NKF stödde 2015/2016 Lov om endring av juridisk kjønn och 2018 införandet av straffrättsligt skydd mot diskriminering på grund av sexuell läggning, könsidentitet och könsuttryck. 2021 arrangerade NKF:s moderorganisation, IAW, ett evenemang tillsammans med NKF:s isländska systerorganisation om hur kvinnorörelsen kunde motverka "antitransröster [som] blir allt högre och [som] hotar feministisk solidaritet." NKF:s största avdelning, Oslo Kvinnesaksforening, sa att "anti-gender-rörelsen arbetar nu systematiskt i ett antal länder och i flera internationella forum för att undergräva rättigheterna för både kvinnor och sexuella minoriteter" och att föreningen "står i solidaritet med internationella kvinno- och HBTQ+-organisationer i kampen mot dessa motgångar."

## Ordförande
| Nr | Bild | Namn                  | Ämbetstid | Anmärkning | Parti |
| -- | ---- | --------------------- | --------- | --- | ----- |
| 1  |      | Hagbard Berner        | 1884–1885 | jurist, stortingsledamot, redaktör för Dagbladet, borgmästare i Christiania                                    | V     |
| 2  |      | Anna Stang            | 1885–1886 | rektor, «Statsministerinde» (gift med statsminister Jacob Stang)                                               | V     |
| 3  |      | Ragna Nielsen         | 1886–1888 | rektor, ordförande för Riksmålsforbundet                                                                       | V     |
| 4  |      | Anna Bugge            | 1888–1889 | jurist, svensk diplomat                                                                                        | V     |
| 5  |      | Ragna Nielsen         | 1889–1895 | rektor, ordförande för Riksmålsforbundet                                                                       | V     |
| 6  |      | Randi Blehr           | 1895–1899 | «Statsministerinde» (gift med statsminister Otto Blehr)                                                        | V     |
| 7  |      | Fredrikke Marie Qvam  | 1899–1903 | «Statsministerinde» (gift med statsminister Ole Anton Qvam), ordförande för Norske Kvinners Sanitetsforening   | V     |
| 8  |      | Randi Blehr           | 1903–1922 | «Statsministerinde» (gift med statsminister Otto Blehr)                                                        | V     |
| 9  |      | Aadel Lampe           | 1922–1926 | lärare, stortingsledamot                                                                                       | FV    |
| 10 |      | Fredrikke Mørck       | 1926–1930 | lärare, redaktör                                                                                               | V     |
| 11 |      | Anna Hvoslef          | 1930–1935 | journalist i Aftenposten                                                                                       | H     |
| 12 |      | Kitty Bugge           | 1935–1936 | förbundsledare i Kvinnelige Telegraffunksjonærers Landsforening, styrelseledamot i Statstjenestemannsforbundet | V     |
| 13 |      | Margarete Bonnevie    | 1936–1946 | författare | V     |
| 14 |      | Dakky Kiær            | 1946–1952 | rektor, kommunfullmäktige i Oslo                                                                               | V     |
| 15 |      | Ingerid Gjøstein Resi | 1952–1955 | filolog, styrelseledamot i Venstre                                                                             | V     |
| 16 |      | Marit Aarum           | 1955–1956 | ekonom, FN-expert                                                                                              | V     |
| 17 |      | Signe Swensson        | 1956      | läkare, stortingsledamot                                                                                       | H     |
| 18 |      | Eva Kolstad           | 1956–1968 | konsument- och administrationsminister, partiledare för Venstre, jämställdhetsombud                            | V     |
| 19 |      | Clara Ottesen         | 1968–1972 | ekonom, FN-expert                                                                                              | V     |
| 20 |      | Kari Skjønsberg       | 1972–1978 | lektor i barnlitteratur, kommunfullmäktige i Oslo                                                              | Ap    |
| 21 |      | Karin M. Bruzelius    | 1978–1984 | domare i Norges Høyesterett                                                                                    |       |
| 22 |      | Sigrun Hoel           | 1984–1988 | jurist, jämställdhetsombud                                                                                     |       |
| 23 |      | Irene Bauer           | 1988–1990 | direktör i Miljøverndepartementet                                                                              | Ap    |
| 24 |      | Siri Hangeland        | 1990–1992 | lektor | SV    |
| 25 |      | Bjørg Krane Bostad    | 1992–1994 | stortingssekreterare                                                                                           |       |
| 26 |      | Kjellaug Pettersen    | 1994–1998 | regeringsexpert                                                                                                |       |
| 27 |      | Siri Hangeland        | 1998–2004 | lektor | SV    |
| 28 |      | Berit Kvæven          | 2004–2006 | civilingenjör, vice ordförande för Venstre                                                                     | V     |
| 29 |      | Torild Skard          | 2006–2013 | seniorforskare, stortingsledamot, lagtingspresident, ordförande för FN:s barnfond                              | SV    |
| 30 |      | Margunn Bjørnholt     | 2013–2016 | professor | MDG   |
| 31 |      | Marit Nybakk          | 2016–2018 | stortingsledamot, president för Nordiska rådet                                                                 | Ap    |
| 32 |      | Karin M. Bruzelius    | 2018–2020 | domare i Norges Høyesterett                                                                                    |       |
| 33 |      | Anne Hege Grung       | 2020–     | professor |       |